# Kudurru de Gula
 (décembre 2020).

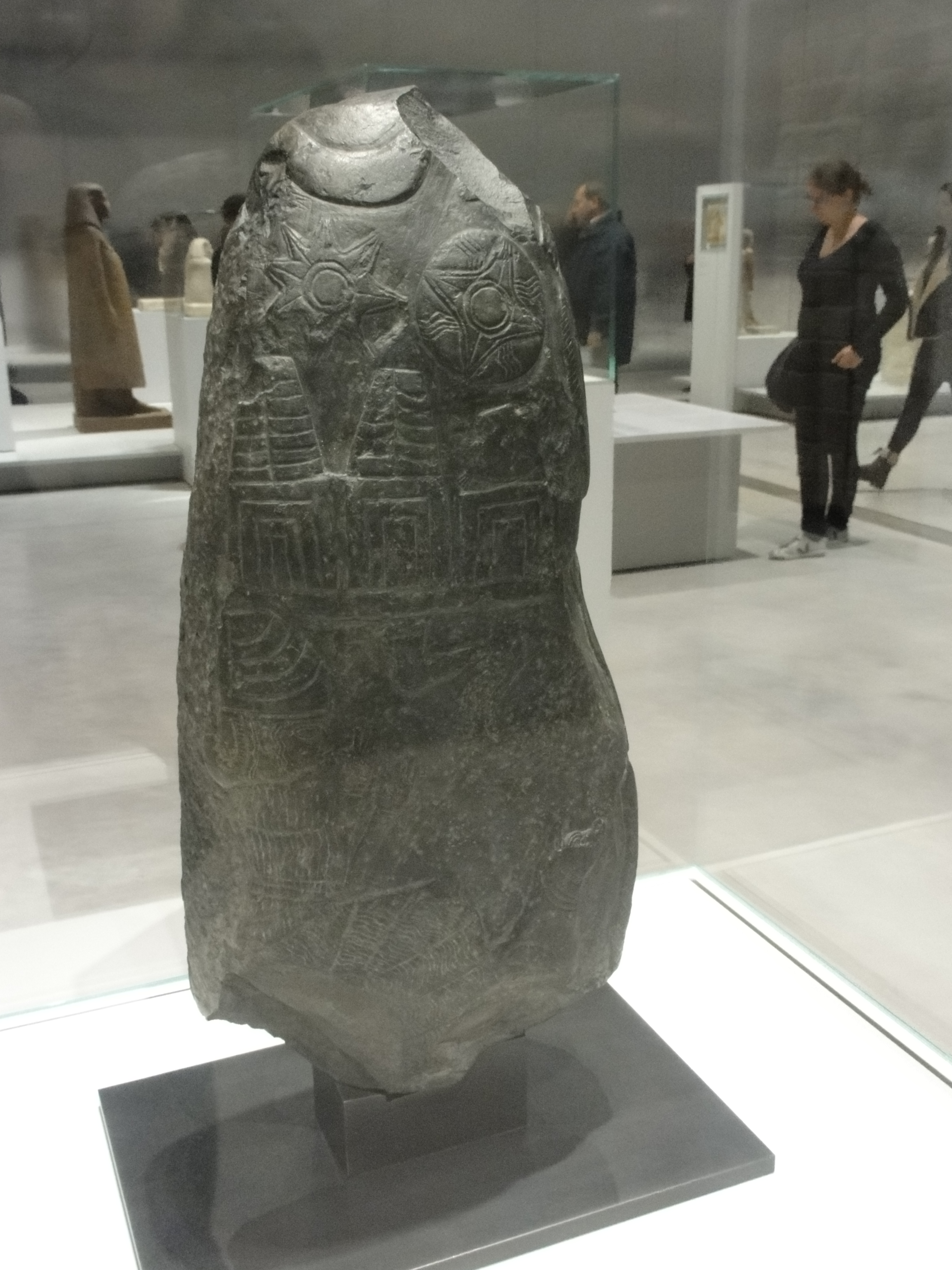
Borne (« kudurru ») représentant Gula, déesse de la médecine, et le panthéon babylonien.

Le kudurru de Gula est une pierre de délimitation (kudurru) pour la déesse babylonienne Gula. Gula est la déesse de la guérison. Elle date du 
XIVe au XIIIe siècle av. J.-C. Kassite Babylonia, est exposée au musée du Louvre.
Le Kudurru de Gula montre Gula assise sur sa chaise avec son chien à côté. Une autre face du kudurru comporte des registres représentant les symboles des dieux, ainsi que des sections de texte cunéiforme.